# Яготіно
Яго́тіно (рос. Яготино) — село у складі Благовіщенського району Алтайського краю, Росія. Адміністративний центр Яготінської сільської ради.

## Населення
Населення — 651 особа (2010; 724 у 2002).
Національний склад (станом на 2002 рік):
- росіяни — 53 %